# 何理玉
何理玉，JP（英語：Percy Hobson Holyoak，1874年—1926年5月25日），來自英國的香港商人及政治家，歷任泰和洋行(Holyoak, Massey, & Co. )營運合夥人、香港上海匯豐銀行董事局主席、廣州於仁保險公司主席及香港總商會主席。他在1915年至1926年獲港府委任為立法局非官守議員、1923年至1926年間兼任行政局非官守議員。